# Leonor Frederick
Leonor Frederick Ledesma (20 de diciembre de 1852- Santiago, 15 de junio de 1941) fue una ama de casa chilena, esposa del presidente Jorge Montt y como tal, ejerció como primera dama durante su gobierno entre 1891 y 1896.

## Primeros años de vida
Fue hija de Jonathan Frederick Winthon y Nieves Ledesma Varas.

### Matrimonio e hijos
Se casó en Valparaíso el 15 de noviembre de 1877 con Jorge Montt, marino de la Armada de Chile, con quien tuvo tres hijas; Elisa, Teresa y Leonor. Su vida matrimonial transcurrió entre Valparaíso y Santiago, viviendo las vicisitudes de su marido quien combatió en dos victoriosos conflictos bélicos con países extranjeros (Guerra contra España, 1865, y Guerra del Pacífico, 1879 -1883).
Arrinconado su marido en una oscura oficina de la Junta de Asistencia de la Armada (1890), tras una mala evaluación que hiciera el contralmirante Juan Williams Rebolledo (se le acusó de no reprimir con fuerza los movimientos huelguisticos de los obreros del puerto en su calidad de gobernador marítimo de Valparaíso), la familia pasó duros momentos.

### Vida durante la Guerra civil
En 1891, formaba parte del círculo de Damas del Comité secreto de Valparaíso, antesala de la Guerra Civil. Su hermano Alejandro Frederick, héroe de la Guerra del Pacífico y contador en uno de los buques de la escuadra, fue la mano derecha de Jorge Montt, en el alzamiento de enero. 
Siendo su padre un marino inglés, tuvo desde su cuna una noción sobre la fuerte tradición parlamentaria británica, que además dominaba en el círculo social porteño. 
Terminada la guerra, le fueron devueltas parte de las propiedades requisadas por la policía política balmacedista. 

### Primera dama de Chile
Ensalzada como primera dama del país (1891-1896), su figuración pública fue pionera en el trabajo social. En 1894 funda junto a numerosas damas de Sociedad la llamada "Protectora", siguiendo los designios de la encíclica papal "Rerum novarum", promoviendo el lema "pan, techo y abrigo", rescatando de la calle a numerosos niños vagos, dona un local en calle Matucana N° 27, con una capacidad para atender a 30 niños.
Leonor Frederick fue además madrina de su sobrino, hijo de su hermana Emma Frederick, Jorge Délano "Coke", bautizado así en homenaje a su marido; quién sería en el futuro un exitoso artista, cineasta y dibujante de la revista "Topaze".
Murió en Santiago en 1941. Esta sepultada en el Cementerio General.